# Israa Abdel Fattah
Israa Abdel Fattah est une journaliste, blogueuse égyptienne, cyberdissidente du printemps arabe. Elle est cofondatrice, avec Ahmed Maher, du « Mouvement de la Jeunesse du 6 avril » qui regroupe de jeunes cyberdissidents à partir de 2008. Ce mouvement a été à l’origine des rassemblements de la place Tahrir qui ont fini par aboutir au départ du président Moubarak. Israa Abdel Fattah a été surnommée la « Facebook girl ». Elle porte le hidjab.

## Biographie
Elle est arrêtée en 2008 et emprisonnée pendant plus de deux semaines. Sa mère publie alors une page entière dans un journal à grand tirage, demandant la libération de sa fille et s’adressant aux « cœurs de Hosni Moubarak, Suzanne Moubarak (sa femme) et du ministre de l’Intérieur ». Sa libération est médiatisée et donne lieu à des scènes émouvantes, vues par toute l'Égypte,.
Lorsque les bâtiments de la sécurité de l'État égyptien ont été attaqués au début du mois de mars 2011, un dossier la concernant a été trouvé qui contenait dix pages de documents détaillant trois années d'écoutes téléphoniques et de piratage de courriels, dont certains sur son divorce. « Le sentiment de violation était indicible », déclare-t-elle.
Son nom a circulé pour l'attribution du prix Nobel de la paix en 2011, avant d'être attribué, entre autres, à la yéménite Tawakkul Karman.
En octobre 2019, elle est emprisonnée sans procès pour des charges de terrorismes, elle est libérée en juillet 2021 avec 5 autres personnes, à la suite de pressions américaines.